# Jewgienij Pigusow
Jewgienij Anisimowicz Pigusow, ros. Евгений Анисимович Пигусов (ur. 31 marca 1961 w Kemerowie) – rosyjski szachista, arcymistrz od 1987 roku.

## Kariera szachowa
Na przełomie 1979 i 1980 roku podzielił II-V miejsce w rozegranych w Groningen mistrzostwach Europy juniorów do lat 20. W połowie lat 80. zaczął odnosić znaczące sukcesy na arenie międzynarodowej. W 1984 r. podzielił I m. (wspólnie z Giennadijem Tunikiem) w Ułan Bator, w 1985 r. zwyciężył w kołowym turnieju w Bayamo oraz podzielił III m. w Hawanie (turniej B memoriału Jose Raula Capablanki, za Carlosem Garcią Palermo i Anatolijem Wajserem, a wraz z Miloradem Knezeviciem), w 1986 r. podzielił II m. w Taszkencie (za Igorem Nowikowem, wraz z Aleksandrem Chasinem, Lembitem Ollem i Aleksiejem Jermolinskim) oraz zwyciężył (wraz z Wasilijem Smysłowem, Aleksandrem Czerninem i Laszlo Cserną) w Kopenhadze, natomiast w 1987 r. podzielił II m. w Moskwie (za Grigorijem Kajdanowem, wraz z Aleksiejem Wyżmanawinem) oraz zwyciężył (wraz z Siergiejem Smaginem i Andriejem Charitonowem) w Soczi.
W kolejnych latach sukcesy odniósł m.in. w: Dordrechcie (1988, dz. II m. za Aleksandrem Chalifmanem, wraz z Ralfem Lau i Lukiem Winantsem), Belgradzie (1988, turniej eliminacyjny GMA, dz. I m wraz z m.in. Michaiłem Gurewiczem, Lwem Psachisem i Lwem Poługajewskim), Sankt Petersburgu (1993, turniej strefowy, dz. I m.), Komotini (1993, dz. I m. m.in. wraz z Ildarem Ibragimowem i Vasiliosem Kotroniasem), Reykjaviku (1994, dz. I m. wraz z Hannesem Stefanssonem i Wadimem Zwiagincewem), Pekinie (1997, III m. za Siergiejem Tiwiakowem i Borysem Altermanem), Tuli (dz. II m. za Andriejem Charłowem) oraz w Dubaju (2002, dz. II m. za Aleksandrem Gołoszczapowem, m.in. wraz z Jaanem Ehlvestem, Siergiejem Wołkowem i Michaiłem Ułybinem).
W 1993 r. awansował do rozegranego w Biel/Bienne turnieju międzystrefowego, w którym zajął 42. miejsce wśród 73 uczestników. Wystąpił również w pucharowym turnieju o mistrzostwo świata, w roku 2001 w Moskwie pokonał w I rundzie Zhang Pengxianga, ale w II przegrał z Aleksiejewem Driejewem i odpadł z dalszej wywalizacji.
Najwyższy ranking w karierze osiągnął 1 stycznia 2002 r., z wynikiem 2623 punktów zajmował wówczas 65. miejsce na światowej liście FIDE.